# 光果蒲公英
光果蒲公英（学名：Taraxacum glabrum）是菊科蒲公英属的植物。分布于俄罗斯、哈萨克斯坦以及中国大陆的新疆等地，生长于海拔2,300米至4,200米的地区，一般生于高山以及亚高山草甸至草甸草原，目前尚未由人工引种栽培。